# Piñera (Castropol)
Piñera (en eonaviego y oficialmente Piñeira) es una parroquia del concejo de Castropol, en el Principado de Asturias. Alberga una población de 530 habitantes, y ocupa una extensión de 21.48 km².

## Entidades de población
| Nombre (en español) | Nombre oficial (en eonaviego) |
| ------------------- | ----------------------------- |
| Becharro            |                               |
| Berruga             | A Berruga                     |
| Berbesa             |                               |
| Bouza               | A Bouza                       |
| Las Campas          | As Campas                     |
| Casía               | A Casía                       |
| Castro              |                               |
| Cotapos             |                               |
| El Esquilo          |                               |
| Ferradal            |                               |
| Grilo               | El Grilo                      |
| Piñera              | Piñeira                       |
| Salías              |                               |
| San Cristóbal       | San Cristoba                  |
| Santiago            |                               |
| Seijas              | Seixas                        |
| Soma                | A Soma                        |
| Tomentosa           | A Tomentosa                   |
| Valín               | El Valín                      |
| Castañeirúa         |                               |
| Culmieiros          |                               |
| Jonte               | Xonte                         |
| Péligos             |                               |
| Pusayana            | Pusayane                      |
| Riocalente          | Riucalente                    |

### Sitios
- Acebreiral
- A Barreira
- El Bodego
- A Caleya
- El Campo
- Campuaberto
- Carbayal
- A Carreira
- Casadín
- Cotarelo
- As Covas
- As Cruces
- Culmieiros de Baxo
- Culmieiros de Riba
- El Escouredo
- El Espín
- El Gondán
- A Madera
- El Molín del Monte
- El Molinovo
- A Pedreira
- El Penedo
- A Pereira
- El Pinal
- A Poceirúa
- Os Pumares
- El Rego
- Rodiles
- Santolaya
- Teixueira
- A Torre
- El Valado